# 1 век
1 век започва на 1 януари 1 г. и свършва на 31 декември 100 г. Първа година и съответно първи век показват началото на новата ера (съкратено „н.е.“). Преди 1 (първи) век от н.е. е 1 век преди н.е. (1 век пр.н.е.), защото няма нулева година и нулев век.
Първият век се счита за част от класическата античност. През този период Европа, Северна Африка и Близкия изток попадат под нарастващото господство на Римската империя, която продължава да се разширява, включително като завладява Британия по времето на
император Клавдий (43 г. сл. Хр.). Реформите, въведени от Август по време на неговото дълго управление, стабилизират империята след сътресенията от гражданските войни от предходния век. По-късно през века Юлио-Клавдиевата династия, основана от Август, приключва със самоубийството на Нерон през 68 г. сл. Хр. Следва прочутата Година на четирима императори, кратък период на гражданска война и нестабилност, който е прекратен от Веспасиан, девети римски император и основател на династията на Флавиите. Като цяло първият век се помни като част от златната епоха на Римската империя, която се радва на просперитет и завоевания през този период.
През I век се появява християнството.
Китай продължава да бъде доминиран от династията Хан, въпреки четиринадесетгодишното прекъсване от династията Син при Уан Ман. Управлението на Хан е възстановено през 23 г.  Столицата е преместена от Чанган в Луоян.

## Събития
- В началото на 1 век – лъвовете изчезват в Западна Европа.
- 2 г. –  проведено е първото преброяване на населението на Китай, едно от най-точните в китайската история.
- 9 – 23 г. – временно управление на династията Син в Китай. През 23 г. династията Хан е възстановена от Лю Сю.
- 14 г. – умира Октавиан Август, първият император на Рим. На трона се възкачва неговият осиновен син/доведен син/зет Тиберий.
- 27 г. –  Исус започва своето служение (традиционна дата).
- 28 – 75 г. – управление на император Мин от династията Хан; будизмът достига до Китай.
- 29 г. – будистките монаси в Шри Ланка първи записват ученията на Буда, създавайки палиския канон по време на Четвъртия будистки съвет.
- 30 г. – регионите на днешен Афганистан, Пакистан и Северна Индия попадат под контрола на кушаните, номадски народ, изгонен от Северозападен Китай от династията Хан.
- 31 г. – разпъването на Исус (традиционна дата). Великден, Страстите Христови, Разпятие, Възкресение (за християните).
- 43 г. – започва римското завладяване на Британия. Основан е Лондон (въпреки че е възможно селища да са съществували на това място векове преди тази дата).
- 50 г. – провеждане на Йерусалимския събор.
- 60 г. – въстание на кралица Будика срещу римляните.
- 64 г. – Големият пожар в Рим. Първи масови преследвания на християните в Римската империя.
- 66 г. – въстание в Юдея
- 69 г. – първата гражданска война в Римската империя от почти век, известна като Годината на четиримата императори.
- 70 г. – на 9 ав (месец от юдейския календар), т.е. 29 август Тит превзема и разрушава Втория храм в Йерусалим
- 73 г. – пада Масада, с което приключва първата юдейско-римска война
- 77 г. – Плиний Стари публикува първите десет книги от Естествена история.
- 79 г. – Тит е обявен за десетия император на Римската империя.
- 79 г. – изригва вулканът Везувий, който погребва градовете Помпей и Херкулан.
- 80 г. – завършването на Колизея в Рим.
- 86 г. – римският генерал (и бъдещ император) Траян започва кампания по потушаване на въстанието в Германия.
- 98 г. – Тацит споменава за първи път свеите, предци на шведите.

## Личности
- Октавиан Август – управлява Римската империя
- Тит – 10-и император на Римската империя
- Тиберий
- Нерон
- Петър (апостол)
- Павел (апостол)
- Йоан (евангелист)
- Йосиф Флавий – юдейски писател и историк
- Флавии

## Изобретения и открития
- Откровение на Йоан
- Различни изобретения на Херон от Александрия, включително парна турбина (аеолипил), воден орган и различни други машини с водно задвижване.
- 31 г. – китайският инженер и държавник от династията Хан Ду Ши († 38 г.) от Нанян изобретява първите известни духала с хидравлично задвижване за нагряване на доменната пещ при топене на чугун. Той използва сложно механично устройство, което се задвижва чрез бързо течение срещу водно колело, практика, която ще продължи в Китай.
- Китайският астроном Лю Син († 23 г.) документира 1080 различни звезди, наред с други постижения.
- В Римската империя се появява кодексът, първата форма на съвременната книга. До края на века кодексът замества свитъка.